# HD30026
HD30026 є хімічно пекулярною зорею спектрального класу
A4 й має видиму зоряну величину в смузі V приблизно  8,8.